# Tóth Orsolya (színművész)
Tóth Orsolya (Tóth Orsi) (Békéscsaba, 1981. november 20. –) magyar színésznő.

## Életpályája
2004-ben diplomázott a Színház- és Filmművészeti Egyetem színész szakán Hegedűs D. Géza osztályában.
Az egyetem alatt együtt dolgozott Mundruczó Kornél rendezővel: első közös munkájuk a Szép napok volt 2002-ben. Ezután színpadon is játszott, többek között a Krétakörben és a Nemzeti Színházban. A 2008-as Deltában alakított szerepének köszönhetően egy évvel később beválogatták a Berlinalé Shooting Stars programjába.

## Szerepeiből

### Filmográfia
- Szép napok (2002)
- Jött egy busz... (2002)
- A 78-as Szent Johannája (2003)
- Kis Apokrif No. 2 (2004)
- Világszám! – Dodó és Naftalin (2004)
- Johanna (2005)
- Sorstalanság (film) (2005)
- Elveszett tárgyak (2005)
- Egyetleneim (2006)
- Veinhageni rózsabokrok (2007)
- Buhera mátrix (2007)
- Tabló – Minden, ami egy nyomozás mögött van! (2008)
- Delta (2008)
- Vallomás (2009)
- Nibelung-lakópark (2009)
- Nők férfiak nélkül (2009)
- Talán egy másik életben (2010)
- Legjobb szándék (2011)
- A csendesek (2013)
- A nagy füzet (2013)
- Szabadság – Különjárat (2013)
- Fehér isten (2013)
- Fekete leves (2014)[4]

### Színházi szerepei
- Álmok a szekrényből - közreműködő

bemutató: 2003. december 5. - Trafó
- Átégetve - közreműködő

bemutató: 2008. december 31. - AKKU
- Caligula - színész

bemutató: 2006. május 10. - Radnóti Miklós Színház
- Én és a kisöcsém - színész

bemutató: 2004. április 2. - Jászai Mari Színház, Népház
- Herrmann csatája - színész

bemutató: 2008. október 18. - HOPPart Társulat
- I, Victim (Én, az áldozat) - szereplő

bemutató: 2008. november 28. - AKKU
- A jég - színész

bemutató: 2006. szeptember 21. - Krétakör Színház
- A jég - színész

bemutató: 2008. szeptember 26. - Nemzeti Színház
- Lakodalom - színész

bemutató: 2003. október 25. - Színház- és Filmművészeti Egyetem (Ódry Színpad)
- A lázadó - színész

bemutató: Színház- és Filmművészeti Egyetem (Ódry Színpad)
- Liliom - színész

bemutató: Merlin
- A Nibelung-lakópark - színész

bemutató: 2004. október 22. - Krétakör Színház
- Pentheszileia - színész

bemutató: 2004. december 17. - Nemzeti Színház
- PestiEsti - színész

bemutató: 2007. szeptember 7. - Krétakör Produkció
- Egy szobalány Londonban - Felolvasószínház - színész

bemutató: 2003. január 23. - Millenáris
- Szorongás Orfeum - színész

bemutató: 2004. január 9. - Színház- és Filmművészeti Egyetem (Ódry Színpad)
- Zérus - Sinead Morrisey versei - szereplő

bemutató: 2005. április 8. - Trafó
- 4.48 pszichózis - színész

bemutató: 2009. március 23. - AKKU
• Mikve - színész
bemutató: 2010. október 8. - Pesti Színház
• Nehéz Istennek lenni  - színész
bemutató: 2011. május 26. - Proton Színház
• Meggyalázás - színész
bemutató: 2011. június 23. - Zsámbéki Színházi és Művészeti Bázis
• Szégyen - színész
bemutató: 2012. június 15. - Proton Színház
• Küszöb - színész
bemutató: 2013. május 29. - Színhát és Filmművészeti Egyetem (Ódry Színpad)
• Demencia - színész
bemutató: 2013. október 15. - Proton Színház
•  Utolsó - színész
bemutató: 2014. szeptember 11. - Proton Színház
• Ernelláék Farkaséknál  - színész
bemutató: 2015. április 17. - Látókép Ensemble
•  A jég - színész
bemutató: 2015. szeptember 14 - Proton színház

## Díjai, elismerései
- 2002 – Magyar Filmszemle-díj a legjobb női mellékszereplőnek (Szép napok)
- 2005 – Puchoni Nemzetközi Filmfesztivál – A legjobb női főszereplő díja (Johanna)
- 2006 – Magyar Filmszemle-díj a legjobb női főszereplőnek (Egyetleneim)[6]